# 정신옹주 (태종)
정신옹주(貞愼翁主, ? ~ 1452년 10월 17일(음력 9월 26일))는 조선의 옹주로, 태종의 6녀이자 서차녀이며, 어머니는 신빈 신씨(信嬪 辛氏)이다.

## 생애
태종은 정신옹주의 신랑감을 찾기 위해 점쟁이 지화(池和)를 보내 강원도 지춘천군사(知春川郡事)를 지낸 바 있는 이속(李續)을 찾아가 그 아들의 사주를 묻게 했는데 이속은 궁인에게서 태어난 옹주와는 혼인시킬 의사가 없다고 퇴짜를 놓았다. 한낱 전직 관리가 자신의 딸을 퇴짜놓은 것에 분노한 태종은 "이속의 가문(家門)이 본래 바르지 못하다. 나도 연혼(連婚)하고 싶지 않다. 그러나 이속의 말이 심히 불공하다"며 이속을 잡아가두고 매질한 뒤 폐서인으로 강등시켰다. 조말생, 김효손 등이 이속의 죄는 대역죄로 삼족을 멸해야 한다고 간하였으나 태종은 이속의 재산을 몰수하고 그를 지방의 관노비로 만들었다. 이속의 아들 또한 평생 장가를 들지 못하게 한 사실이 이익의 성호사설에 기록되어 있다. 태종은 명문 사대부가 출신으로 당시 유배를 가 있던 윤향(尹向)을 불러들여 그에게 형조판서의 직책과 땅을 내리고 정신옹주를 그 아들 윤계동에게 시집보냈다. 또한 이 일이 있고 난 뒤 태종은 왕실 자녀를 위한 간택령 제도를 만들어 양반가의 자녀들과는 다른 절차를 밟아 혼인하도록 했다. 정신옹주는 윤계동과의 사이에서 1남 1녀를 두었다. 
1452년 (단종 즉위년) 졸하였으며, 단종은 쌀·콩 아울러 1백 석과 종이 1백 50권, 베[布] 40필을 사부(賜賻)하였다.

## 가족 관계
- 아버지 : 제3대 태종(太宗, 1367 ~ 1422, 재위: 1400 ~ 1418)
- 어머니 : 신녕궁주 신빈 신씨(信嬪 辛氏, ? ~ 1435)
  - 오빠 : 함녕군 인(諴寧君 裀, 1402 ~ 1467)
  - 오빠 : 온녕군 정(溫寧君 裎, 1407 ~ 1453)
  - 동생 : 정정옹주(貞靜翁主, 1410 ~ 1456)
  - 동생 : 숙정옹주(淑貞翁主, ?~ 1456)
  - 동생 : 소신옹주(昭信翁主, ? ~ 1437)
  - 동생 : 숙녕옹주(淑寧翁主, 생몰년 미상)
  - 동생 : 소숙옹주(昭淑翁主, ? ~ 1465)
  - 동생 : 숙경옹주(淑慶翁主, 1420 ~ 1494)

시가 파평 윤씨(坡平 尹氏)
- 시아버지 : 호조판서 소도공 윤향(戶曹判書 昭度公 尹向, 1374 ~ 1418)

- 시어머니 : 남양군 문경공 홍길민(南陽君 文景公 洪吉旼, 1353 ~ 1407)의 딸 남양 홍씨(南陽 洪氏)
  - 부마 : 영평군 의간공 윤계동(鈴平君 懿簡公 尹季童, ? ~ 1454)
    - 장남 : 윤삼원(尹三元)
    - 며느리 : 원주 변씨 - 감찰(監察) 변상동(邊尙同)의 딸
      - 손자 : 윤준(尹峻)
      - 손자 : 윤순(尹峋)
      - 손자 : 윤완(尹岏)
      - 손자 : 무송 윤씨 현감(縣監) 윤지(尹漬)의 처
      - 손자 : 고령 신씨 호군(護軍) 신필(申泌)의 처

    - 장녀 : 한산 이씨 찬성(贊成) 이파(李波, 1434 ~ 1486)의 처
      - 손자 : 이덕윤(李德潤)